# If You're Too Shy (Let Me Know)
«If You're Too Shy (Let Me Know)» es una canción de pop rock interpretada por la banda británica The 1975 y lanzada como sexto sencillo de su cuarto álbum de estudio Notes on a Conditional Form. Fue escrito por los miembros de la banda George Daniel, Matthew Healy, Adam Hann y Ross MacDonald. La producción de la canción estuvo a cargo de Daniel y Healy junto con Jonathan Gilmore. FKA Twigs proporciona voces de fondo operísticas en la introducción ambiental new age de la canción, Rashawn Ross interpreta la trompeta y el fliscorno en los coros, y Bob Reynolds interpreta el solo de saxofón tenor y alto en el puente. Los videos de la banda interpretando la canción circularon ampliamente en las redes sociales varios meses antes de su lanzamiento oficial, convirtiéndose rápidamente en un favorito de los fanáticos y resultando en un alto grado de anticipación entre su base de fanáticos.
"If You're Too Shy (Let Me Know)" es una canción pop y synth-pop compuesta en un estilo retro que se inspira en gran medida en la música de los años ochenta. Su instrumentación consta de guitarras alternativas de alta octava, golpes de tambor, trompas de metal, sintetizadores brillantes al estilo de los años 80 y samples digitales. La producción maximalista de la canción combina elementos de funk, techno, indie pop, música dance, power pop, pop rock y pop punk en su composición. Líricamente, la canción detalla la creciente obsesión y los encuentros sexuales de Healy con una mujer que conoce en Internet. En su exploración de las relaciones en línea, la canción trata temas de tecnología, cibersexo, dependencia y abatimiento. La canción hizo comparaciones con las bandas sonoras de las películas de mayoría de edad de John Hughes, las obras de Tears for Fears, Duran Duran y Bruce Springsteen, y las propias pistas orientadas al pop de 1975.

## Antecedentes y lanzamiento
En abril de 2017, 1975 anunció Music For Cars, el disco de seguimiento de su segundo álbum de estudio, I Like It When You Sleep, for You Are So Beautiful Yet So Unaware of It (2016), y se lanzará en 2018. Sin embargo, en mayo de 2018, Healy anunció que Music For Cars ahora representaría una "era" compuesta por dos álbumes de estudio. El primero, A Brief Inquiry into Online Relationships (2018), se publicó en noviembre del mismo año. La banda comenzó a grabar el segundo álbum Notes on a Conditional Form, antes del lanzamiento de A Brief Inquiry into Online Relationships. La grabación continuó hasta 2019 durante su Music for Cars Tour, con la intención de lanzarlo en mayo de 2019. Healy pospuso el lanzamiento del álbum varias veces, programándolo para el 21 de febrero y más tarde para el 24 de abril de 2020. Con respecto a los retrasos, la cantante dijo que fueron causados por dar a los entrevistadores fechas de publicación arbitrarias. Finalmente, Notes on a Conditional Form se publicó el 22 de mayo de 2020.
Antes de su lanzamiento oficial, 1975 debutó "If You're Too Shy (Let Me Know)" en Nottingham, Inglaterra, el 15 de febrero de 2020, la noche de apertura de su Music for Cars Tour en el Reino Unido. La banda interpretó la canción nuevamente en el O2 Arena de Londres el 21 de febrero de 2020, respaldada por pantallas de televisión estilo caja. En su reseña de la actuación, Andrew Trendell de NME la calificó como la canción más prometedora de Notes on a Conditional Form "por mucho", y señaló que la pista probablemente se lanzaría como un futuro sencillo.

## Composición y letra
"If You're Too Shy (Let Me Know)" tiene una duración de cinco minutos y diecinueve segundos (5:19). Musicalmente, es una canción pop y synth-pop compuesta en un estilo retro que se inspira en gran medida en la música de los años ochenta. La pista también incorpora elementos de techno-funk, indie pop, música dance, power pop, pop rock, y pop punk. Según la partitura publicada en Musicnotes.com por Sony / ATV Music Publishing, "If You're Too Shy (Let Me Know)" se establece en el compás del tiempo común con un tempo de 120 latidos por minuto. La pista está compuesta en la clave de Re mayor, con la voz de Healy entre las notas de A♭4 a B♭5. Sigue una progresión de acordes de D–A–D/F#–G en los versos, Em–D/F#–A en los pre-coros y D–A–D/F#–G en los coros. La producción maximalista de la canción consiste en lamidos de guitarra vibrantes de alta octava, guitarras alternativas, golpes de tambor, melodías de saxofón, muestras digitalizadas, sintetizadores al estilo de los 80, ritmos profundos y trompetas apasionadas. Líricamente, "Si eres demasiado tímido (avísame)" detalla el romance en línea de Healy con una mujer y documenta una serie de encuentros sexuales realizados a través de un chat de video. Explora temas de tecnología, cibersexo, relaciones en línea, dependencia y desaliento.

## Video musical
Un video musical de "If You're Too Shy (Let Me Know)" fue lanzado el 23 de abril de 2020. El video fue dirigido por Adam Powell, mientras que Jack Meredith se desempeñó como asistente de dirección. El rol de director de producción estuvo a cargo de Ias Balaskas. Andrew Rawson y Harrison Imogen se desempeñaron como productor y productor ejecutivo, respectivamente. Anthony Neale fue responsable de la dirección de arte del video, con Kim Rance y Elaine Lynskey proporcionando el cabello y el maquillaje. Cinemáticamente, Carlos Catalán se desempeñó como director de fotografía, mientras que Marco Alonso y Apostolos Katsamagkas actuaron como tirador de enfoque y segundo asistente de cámara, respectivamente. John Holloway editó el video y se contrató a la productora Editegg para que se encargara de la postproducción. Visualmente simplista, presenta la interpretación de 1975 "If You're Too Shy (Let Me Know)" contra una pared de ladrillos. El video está filmado en blanco y negro de alto contraste, intercalando planos amplios expansivos con perfiles en primer plano de los miembros individuales de la banda. Brock Thiessen de Exclaim! lo llamó "un enfoque simple pero efectivo". En su reseña de la canción para Barricade Magazine, Kolbe interpretó el clip como una oda a las imágenes anteriores de la banda.

## Posicionamiento en lista
| Lista (2020)                                | Posiciones |
| ------------------------------------------- | ---------- |
| Australia (ARIA)                            | 85         |
| Bélgica (Valonia) (Ultratip Bubbling Under) | 50         |
| Irlanda (IRMA)                              | 13         |
| New Zealand Hot Singles (RMNZ)              | 4          |
| Escocia (Scottish Singles Sales Chart)      | 18         |
| Reino Unido (UK Singles Chart)              | 14         |